# Makrophanerophyt
Makrophanerophyten sind Pflanzen, deren Überwinterungsknospen hoch über dem Boden liegen und zumindest teilweise über die umgebende Vegetation hinausragen. Die meisten Bäume fallen in diese Kategorie. Makrophanerophyten sind daher nicht nur, wie alle Phanerophyten, der Winterkälte ungeschützt ausgesetzt, sondern auch dem Wind. Unter allen Pflanzen eines Lebensraums müssen daher die Knospen der Makrophanerophyten am widerstandsfähigsten gegen Kälte und Austrocknung sein.